# Supercopa da Inglaterra de 2016
A Supercopa da Inglaterra 2016 ou 2016 FA Community Shield foi a 94ª edição do torneio, disputada em partida única entre o Campeão Inglês 2015–16 (Leicester City) e o Campeão da Copa da Inglaterra 2015–16 (Manchester United).

## Participantes
| Equipe            | Classificação                         |
| ----------------- | ------------------------------------- |
| Leicester         | Campeão Premier League de 2015–16     |
| Manchester United | Campeão Copa da Inglaterra de 2015–16 |

## Partida
| 7 de agosto de 2016 | Leicester | 1 – 2     | Manchester United             | Estádio de Wembley, Londres               |
| 16:00 (UTC+1)       | Vardy 52' | Relatório | Lingard 32' · Ibrahimović 83' | Público: 85 437 Árbitro: ENG Craig Pawson |

| Leicester City | Manchester United |

| LEICESTER CITY: |    |                   |     |     |
|                 |    |                   |     |     |
| G               | 1  | Kasper Schmeichel |     |     |
| LD              | 17 | Danny Simpson     | 40' | 63' |
| Z               | 6  | Robert Huth       |     | 89' |
| Z               | 5  | Wes Morgan        |     |     |
| LE              | 28 | Christian Fuchs   |     | 80' |
| M               | 26 | Riyad Mahrez      |     |     |
| M               | 10 | Andy King         | 55' | 62' |
| M               | 4  | Danny Drinkwater  |     |     |
| M               | 11 | Marc Albrighton   |     | 46' |
| A               | 20 | Shinji Okazaki    |     | 46' |
| A               | 9  | Jamie Vardy       | 75' |     |
| Substituições:  |    |                   |     |     |
| G               | 21 | Ron-Robert Zieler |     |     |
| Z               | 2  | Luis Hernández    |     | 63' |
| LE              | 15 | Jeffrey Schlupp   |     | 80' |
| M               | 22 | Demarai Gray      |     | 46' |
| A               | 23 | Leonardo Ulloa    |     | 89' |
| A               | 7  | Ahmed Musa        |     | 46' |
| A               | 24 | Nampalys Mendy    |     | 62' |
| Treinador:      |    |                   |     |     |
| Claudio Ranieri |    |                   |     |     |

| MANCHESTER UNITED: |    |                     |     |           |
|                    |    |                     |     |           |
| G                  | 1  | David de Gea        |     |           |
| LD                 | 25 | Antonio Valencia    |     |           |
| Z                  | 3  | Eric Bailly         | 71' |           |
| Z                  | 17 | Daley Blind         |     |           |
| LE                 | 23 | Luke Shaw           |     | 69'       |
| M                  | 16 | Michael Carrick     |     | 61'       |
| M                  | 27 | Marouane Fellaini   |     |           |
| A                  | 14 | Jesse Lingard       |     | 63'       |
| M                  | 10 | Wayne Rooney        |     | 87'       |
| A                  | 11 | Anthony Martial     |     | 70'       |
| A                  | 9  | Zlatan Ibrahimović  |     |           |
| Substituições:     |    |                     |     |           |
| G                  | 20 | Sergio Romero       |     |           |
| Z                  | 5  | Marcos Rojo         |     | 69'       |
| M                  | 21 | Ander Herrera       |     | 61'       |
| M                  | 28 | Morgan Schneiderlin |     | 87'       |
| M                  | 8  | Juan Mata           |     | 63' 90+3' |
| M                  | 22 | Henrikh Mkhitaryan  |     | 90+3'     |
| A                  | 19 | Marcus Rashford     |     | 70'       |
| Treinador:         |    |                     |     |           |
| José Mourinho      |    |                     |     |           |

## Campeão
| Campeão da Supercopa da Inglaterra de 2016 |
| ------------------------------------------ |
| MANCHESTER UNITED 21° titulo               |